# Houillères de Champagnac
Les houillères de Champagnac  sont des mines de charbon situées dans le centre de la France, sur les communes de Champagnac et d'Ydes, dans le département du Cantal en région Auvergne-Rhône-Alpes.
L'exploitation démarre de façon artisanale au Moyen Âge pour une utilisation locale (par exemple pour les forgerons). L'extraction s'industrialise dès 1842 après que plusieurs entrepreneurs ont obtenu des concessions de la part de Louis Philippe à partir de 1836. L'exploitation se développera progressivement pour atteindre son apogée au début du XXe siècle avant de fermer en 1959.

## Origines de l'exploitation
La présence du charbon est connue dans la région au moins depuis le XVIe siècle et des forgerons locaux utilisaient alors du charbon qu'ils ramassaient à la surface. Ce n'est qu'au XVIIIe siècle que les premiers puits furent creusés, mais l'exploitation restait alors très artisanale et non pérenne. Il fallut attendre 1836 pour que l'exploitation du charbon s'instaure durablement avec la première concession royale accordée à la famille Mignot, celle de Lempret, d’une superficie de 303 hectares. Plusieurs autres concessions ont été accordées durant les années suivantes, la seconde fut la concession de Madic, ouverte en 1838 et accordée à Eugène-Auguste Barbier qui y avait découvert un nouveau gisement de charbon. En 1841, la concession de Prodelles, plus importante, est créée avec une superficie de 601 hectares qui sont exploités par Louis-Alexandre Baigneres, industriel parisien disposant d’un réseau de contacts important et d’un fort capital financier. Il y fit creuser un puits d'une trentaine de mètres de profondeur où travaillaient une quinzaine de mineurs. La concession de Champleix fut à son tour concédée en 1842 par Louis Philippe à Jean Gilbert Camille Rabusson de Lamothe, dont la famille a déjà exercé dans l’exploitation de la houille à Brassac les Mines. Il y eut également de nombreuses autres demandes de concessions dans la région qui furent refusées durant les années 1830 et 1840,
Cependant, celle-ci resta modeste jusqu'en 1882 et l'arrivée de la gare à Ydes située sur la ligne de Bourges à Miécaze.

## Essor de la mine
Au cours des années 1870, plusieurs projets de chemin de fer furent étudiés afin de permettre un écoulement plus facile de la production des exploitations du bassin de Champagnac mais également pour améliorer l'approvisionnement en charbon de l'ouest du pays non producteur de charbon et dépendant en partie du charbon anglais. Cela aboutit finalement en 1882, ce qui permit un essor important de l'exploitation minière. Cet essor fut également accéléré 4 ans plus tard par l'arrivée de Rongier, Shaffner et surtout Edmond Pochat qui marqua l'histoire de la mine. Le personnel de la mine connut alors une hausse importante, passant de 155 en 1886 à 630 en 1901 avant d'atteindre le millier en 1908, ce qui constitua un maximum des effectifs de l'entreprise. Les infrastructures de la mine vont également se développer avec la construction de lavoir et de l'usine d'agglomération en 1882 et le fonçage de nouveaux puits, par exemple le puits des plates en 1888.
Edmond Pochat devint le seul dirigeant de la mine en 1893 à la suite d'une affaire judiciaire et la mine resta dans la famille puisque c'est son gendre Paul Riban qui le remplaça progressivement dans les années 1920, celui-ci resta ensuite à la tête de l'exploitation jusqu'en 1946 et la nationalisation.

Les mines en activité d'Ydes-Champagnac.
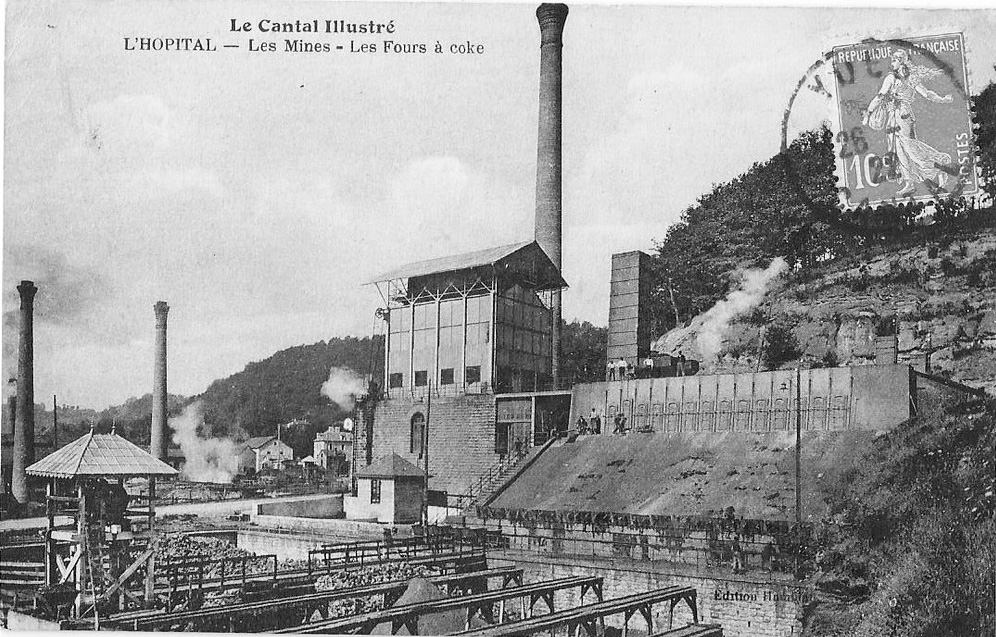
Les fours à coke.
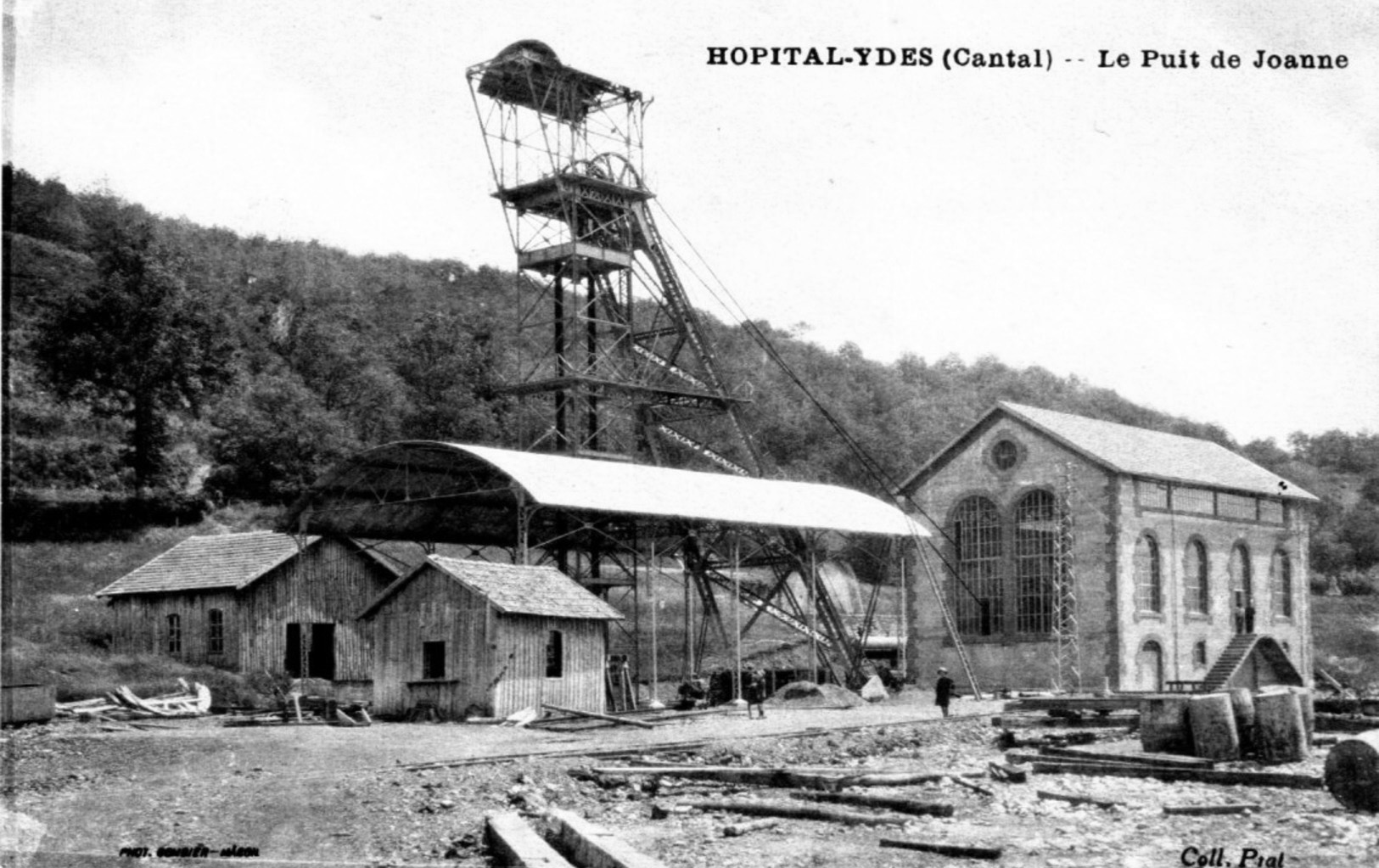
Le puits Pochat.
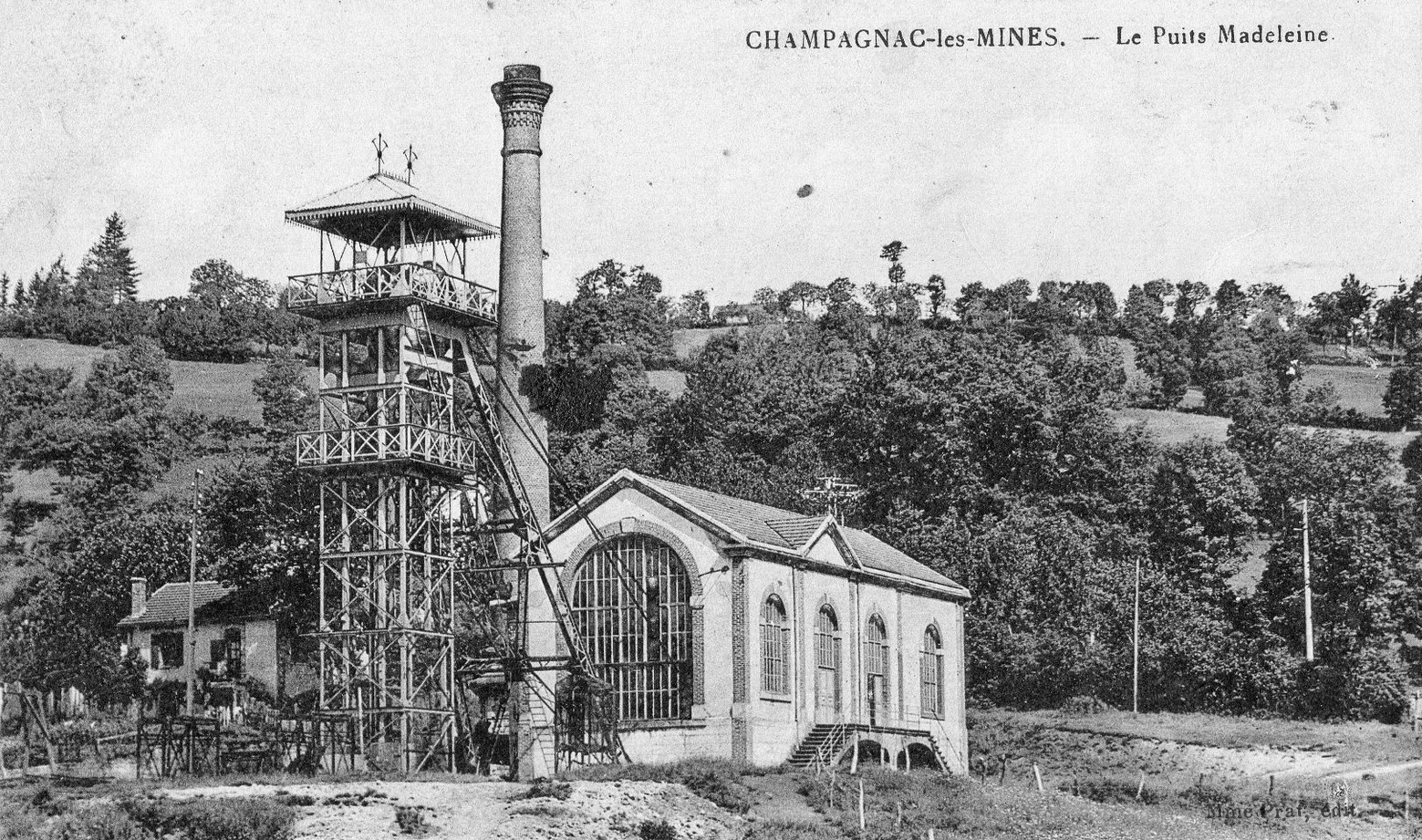
Le puits Madeleine.
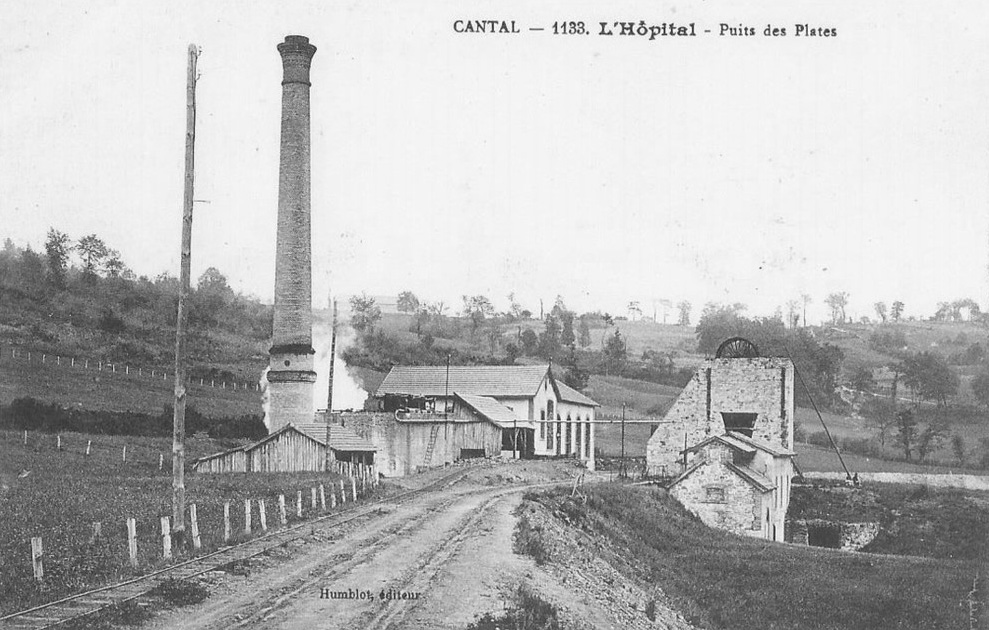
Le puits des Plattes.

## Fermeture de la mine
En 1959, la mine ferma dans un contexte national de déclin du charbon avec des réductions de personnel depuis 1948. Mais la mine était également confrontée à une situation difficile. Déjà sa modernisation avait pris du retard par rapport aux autres mines du pays, ce qui est souligné par plusieurs rapports d'ingénieurs des mines et de délégués mineurs. Les filons du bassin de Champagnac sont également irréguliers et moins importants que ceux du Nord et de la Lorraine, ce qui limite les possibilités d'exploitation à grande échelle et de modernisation. La mine souffre ainsi d'un déficit chronique s'élevant à 100 millions de francs en 1955 et à 250 millions en 1958. La situation était de plus aggravée par l'inondation d'une partie de la voie ferrée reliant Champagnac à la suite de la construction du barrage de Bort-les-Orgues. Dans ce contexte, le personnel de la mine fut progressivement réduit. Ainsi, si la mine comptait 800 employés en 1949 (contre 850 en 1945), ils n'étaient plus que 715 employés en 1951, 681 en 1952, 638 en 1953, 598 en 1954 et 555 en juillet 1955. La diminution s'accéléra ensuite avec seulement 422 employés en 1957. Finalement, en juillet 1959 l'activité cessa, un an plus tard les derniers employés furent licenciés.
Beaucoup de bâtiments de la mine furent alors détruits et il ne reste aujourd'hui que peu de vestiges de cette exploitation.

Patrimoine minier.
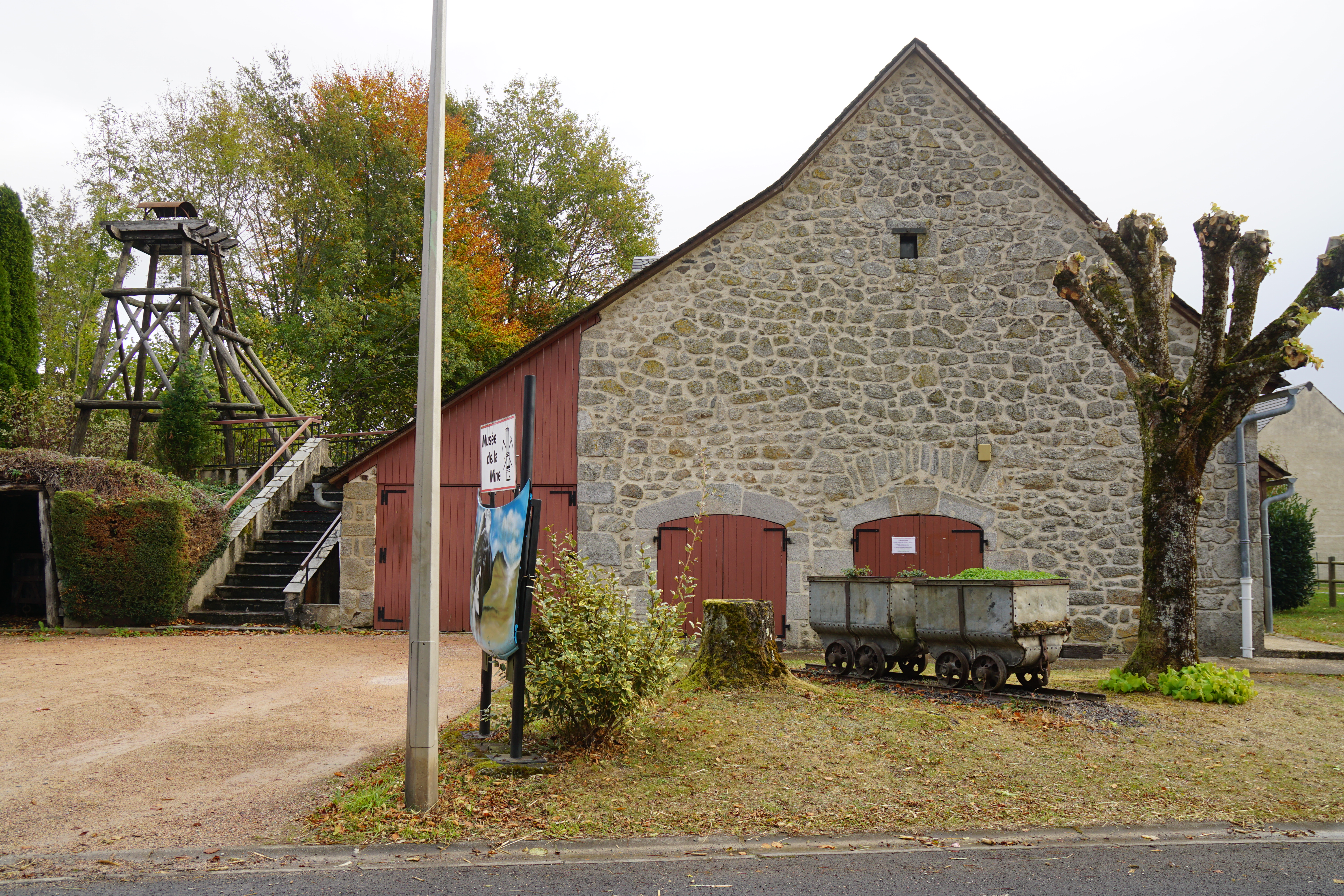
Le musée de la mine.
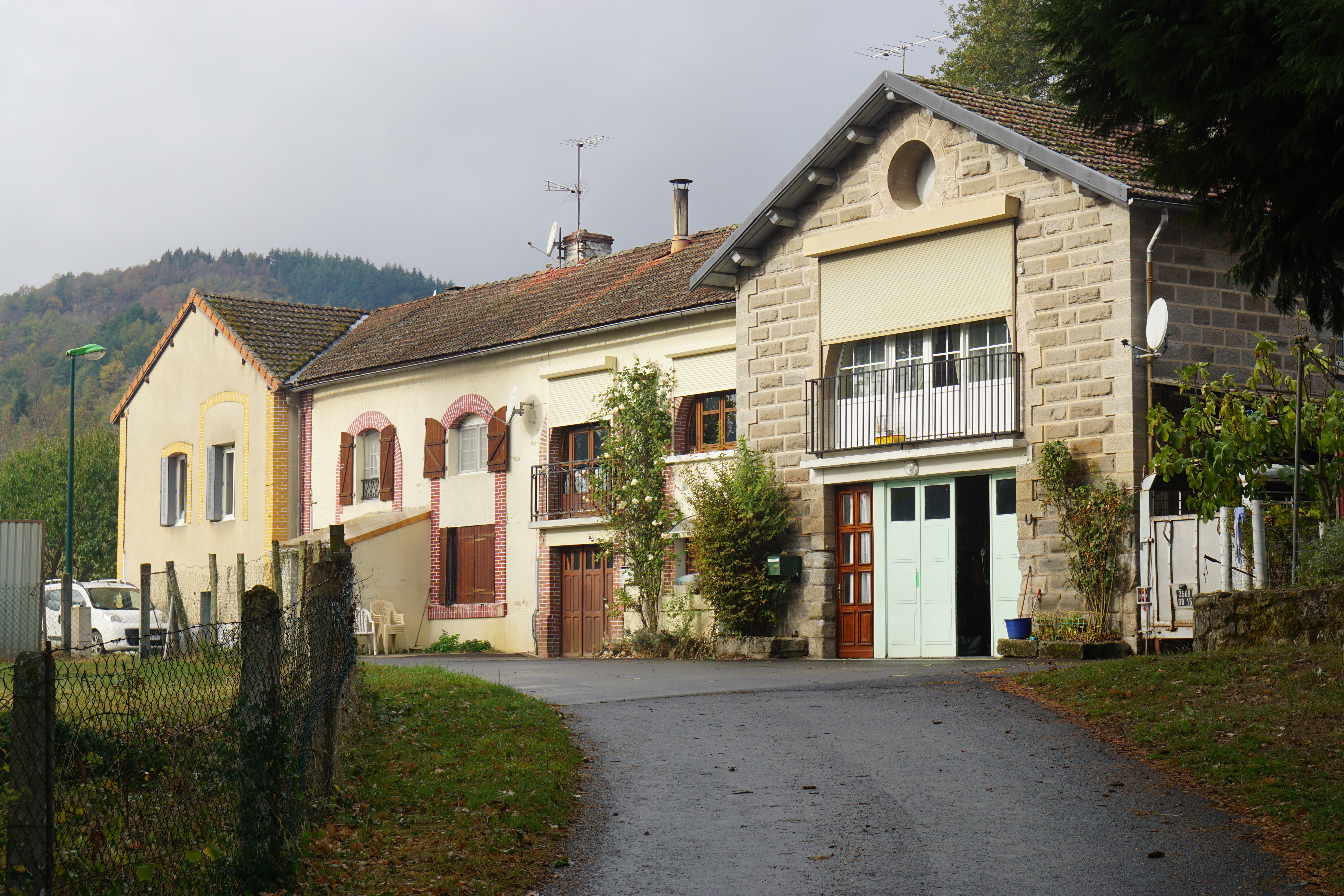
Bâtiments subsistants du puits des Plattes.
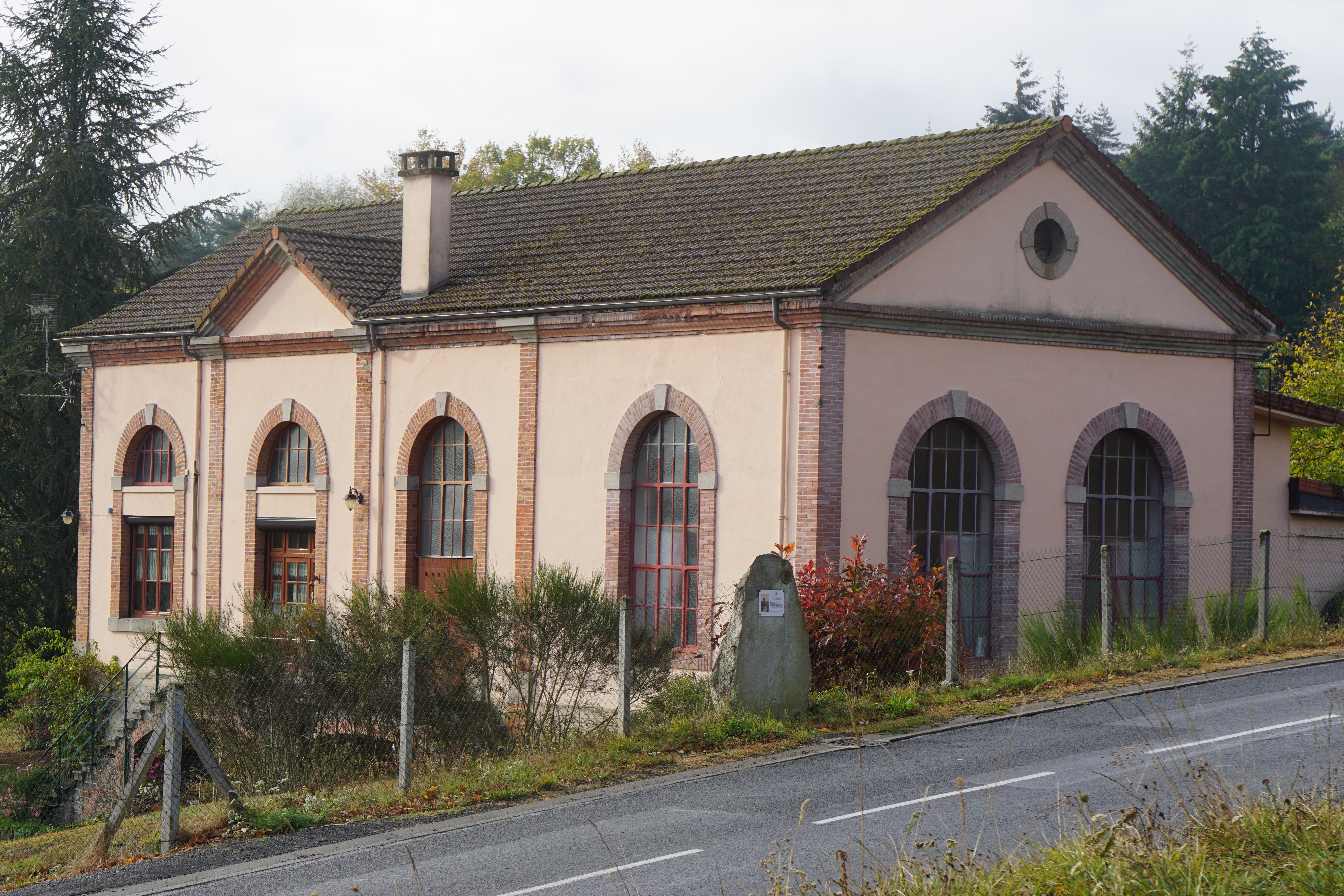
Ancien bâtiment de la machine d'extraction du puits Madeleine.

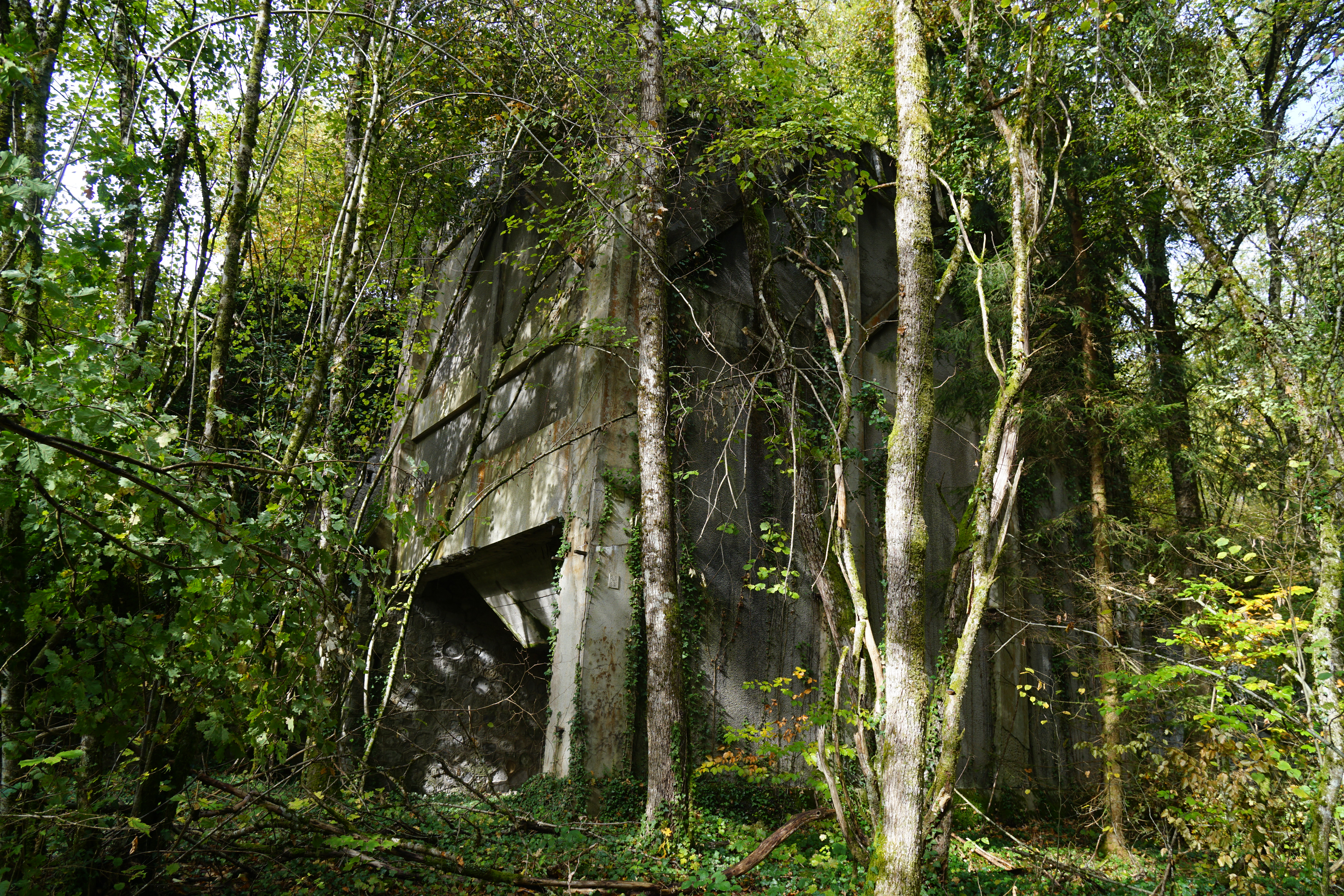
Trémie de chargement du puits Prodelles.
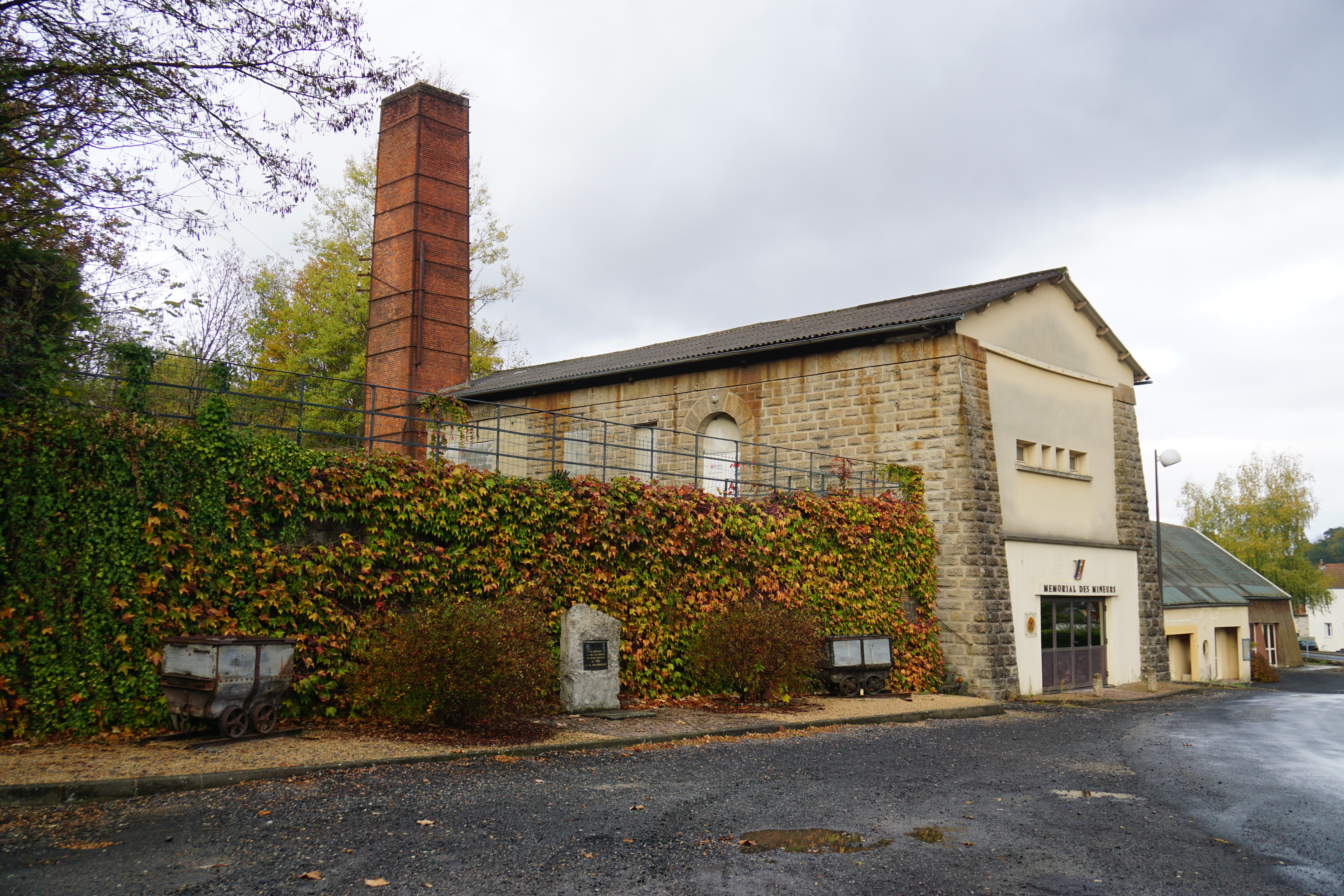
Anciens fours à coke dont le rez-de-chaussée est aménagé en mémorial.
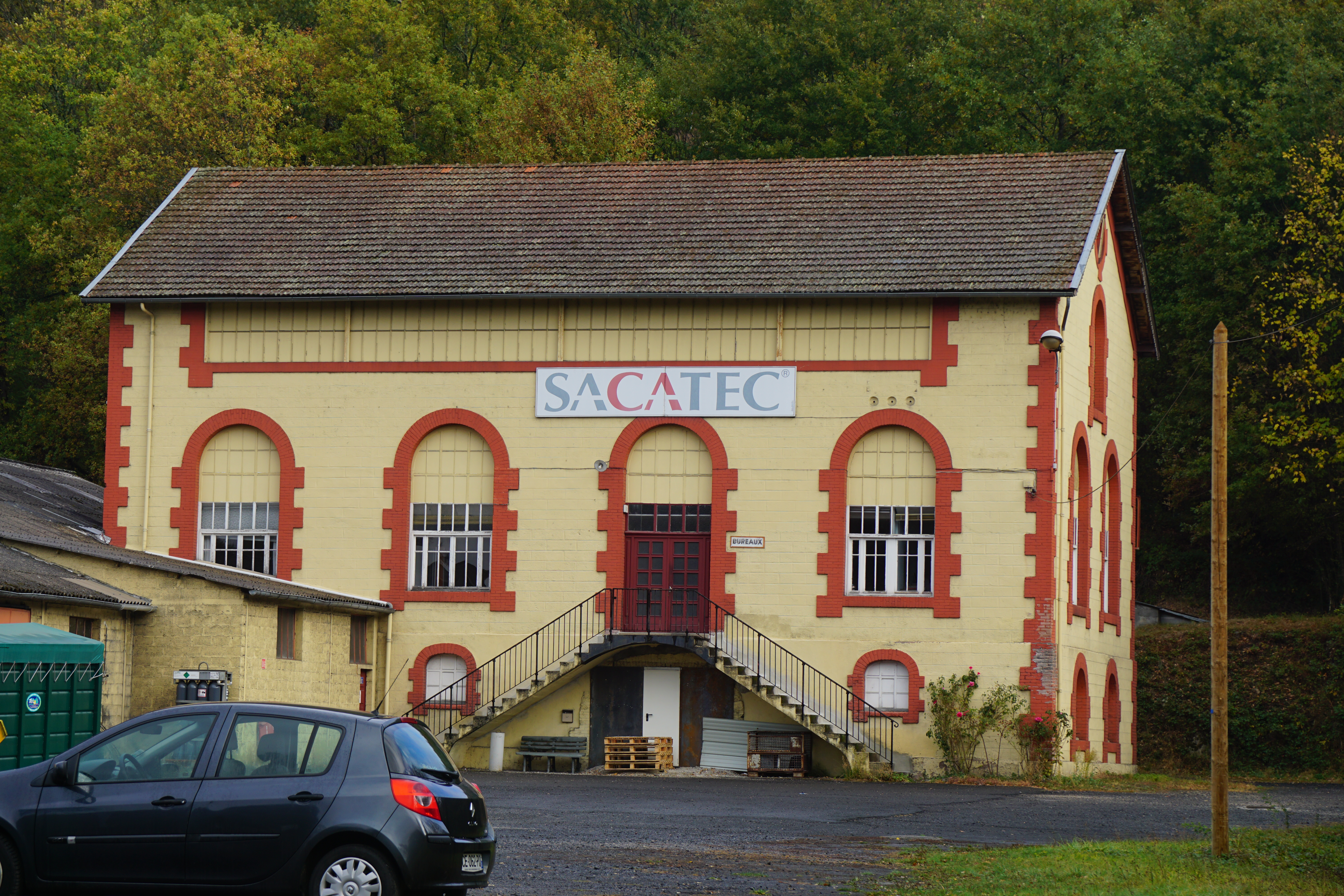
Ancien bâtiment de la machine d'extraction du puits Pochat.